# Ergasilus thatcheri
Ergasilus thatcheri is een eenoogkreeftjessoort uit de familie van de Ergasilidae. De wetenschappelijke naam van de soort is voor het eerst geldig gepubliceerd in 2000 door Engers, Boeger & Brandao.